# Missy Higgins
Missy Higgins, födelsenamn: Melissa Morrison Higgins, född 19 augusti 1983, är en prisbelönad australisk sångare-låtskrivare, som är mest känd för singelplattorna Scar och The Special Two från hennes debutalbum, The Sound of White. Hennes andra album, On a Clear Night, gavs ut i april 2007 och hennes tredje, The Ol' Razzle Dazzle gavs ut i juni 2012.

## Karriär
Missy Higgins, som är uppvuxen i Melbourne i Australien, påbörjade sin professionella karriär i mitten av 2001 medan hon fortfarande studerade på Geelong Grammar School. Några gånger, varje kvartal, när hon åkte hem till familjen framträdde hon i sin broders band. Under den här perioden jobbade hon med Kool Skools-programmet och vann Triple J Unearthed-tävlingen, medan hon ännu gick i skolan, med låten All For Believing, som hon skrev när hon var 16 och som slutligen fanns med på första albumet.
Efter att ha fångat managern, John Watsons, uppmärksamhet släppte hon första EP:n under hans skrivmärket Eleven i november 2003. Hennes andra EP släpptes i augusti 2004, och debuterade på första plats på Australiens hittlista. Hennes första album, The Sound of White, gavs ut i september 2004. Många av hennes låtar är uppbyggda med fokus på hennes pianospel.
The Sound of White producerades i USA av John Porter tillsammans med ljudteknikern, Jay Newland, känd för arbetet jazzsångerskan, Norah Jones.
Under 2004 turnerade Higgins som förband tillsammans med Pete Murray och The John Butler Trio, som omfattade uppträdanden på Horden Pavillion, The Clarendon och Enmore teatern. I och med att hon gav ut The Sound of White påbörjade Higgins en till nationaltunering.
År 2004 nominerades Higgins under fyra kategorier på ARIA Awards. Dessa omfattade Bästa kvinnliga artist och Årets singelsläpp. Vid utdelningsceremonin den 17 oktober belönades hon med Bästa popsläppet.
Medföljande tsunamin i Sydostasien, 2004, uppträdde Higgins som en av huvudartisterna på WaveAid-insamlingskonserten på Sydney Cricket Ground för att samla in pengar till hjälporganisationer som jobbade på drabbade områden.
År 2005 nominerades Higgins till ytterligare 7 ARIA Awards, och belönades med Årets album (The Sound of White), Bästa kvinnliga artist, Bästa popsläppet (The Sound of White), Nyartist – albumutsläpp (The Sound of White) och Mest sålda album (The Sound of White).
Hennes singel Ten Days som skrevs tillsammans med Jay Clifford från Jump, Little Children nådde nummer 12 på ARIA-hitlistorna.
Hon gav ut sin tredje singel, The Special Two, med både kritisk och kommersiell framgång. Det gjorde omedelbart genomslag på australisk radio och på hitlistorna, där singeln debuterade och nådde tvåan på ARIA-hitlistan. Singelskivan The Special Two innehåller coverlåten på Skyhooks-klassikern You Just Like Me Cos I'm Good In Bed, som spelades in till Triple Js 30:e jubileum. You Just Like Me Cos I'm Good In Bed var första låten som spelades på Triple J, 1975. Hon fortsatte turnerandet i mitten på 2005 och gav ut sin fjärde singel, The Sound of White, augusti 2005. Sent på 2005 slog hon ihop sig med Ben Lee till landsturné.
Efter 5 års paus från musiken släppte Missy sitt tredje album The Ol’ Razzle Dazzle den 1 juni 2012.

## Privatliv
Higgins, som är det yngsta av tre barn till en läkare och en förskoleförvaltare, är uppvuxen i Melbourne, Victoria och gick på Geelong Grammar School under högstadiet och gymnasiet. Hon bor för närvarande tillsammans med sin syster, Nicola, i Melbourne.
Hon är vegetarian och framträdde i ett reklamprogram för djurrättsorganisationen PETA där hon gjorde reklam för djurens rättigheter.
Higgins sexualitet har ifrågasatts på grund av innehållet i sångtexter och hennes beteende. Det är anmärkningsvärt att hon inte använder manliga eller kvinnliga pronomen när hon talar om sin partner på konserter. När Cherrie magazine intervjuade henne och frågade om hon passade in i deras målgrupp inte-straighta-kvinnor svarade hon "Um, yeah, definitely". Hon bekräftade senare på sin Myspace-blogg att hon haft relationer med både män och kvinnor och därmed faller in i kategorin bisexuella. Hon tydliggjorde även att hon aldrig skämts för sin läggning, men inte velat att den ska överskugga musiken i de intervjuer hon gjort. Hon säger även att hon, med sin öppenhet, hoppas kunna vara en förebild för yngre som kämpar med att acceptera sin läggning.
Låten "Scar" sägs handla om hennes bisexualitet och i mars 2008 berättade hon för Afterellen.com att låten "Secret" handlade om en tidigare flickvän som inte ville att hon skulle berätta för omgivningen om deras relation. Higgins sa även i en intervju på Channel V att singeln Ten Days skrevs till hennes dåvarande pojkvän medan hon tågluffade i Europa i sex månaders tid efter studenten.

## Diskografi
- The Sound of White (2004)
- On a Clear Night (2007)
- The Ol’ Razzle Dazzle (2012)
- Oz (2014)
- Solastalgia (2018)